# Liste der Eisenbahntunnel in Berlin
Die Entwicklung der Berliner Eisenbahntunnel begann mit den ersten Versuchsprojekten für eine Untergrundbahn am Ende des 19. Jahrhunderts. Die Berliner Tunnel gehören zum überwiegenden Teil zum städtischen Nahverkehr. Die Eisenbahnverwaltungen errichteten nur sehr kurze Tunnel an niveaufreien Streckenabzweigungen. Der erste längere Eisenbahntunnel war der 1936 und 1939 in Betrieb genommene Nord-Süd-Tunnel der S-Bahn. Nach der Wiedervereinigung wurde 2006 der Tunnel Nord-Süd-Fernbahn in Betrieb genommen, 2012 erfolgte die bahninterne Inbetriebnahme ohne Personenbeförderung der S- und Fernbahntunnel am Bahnhof Flughafen Berlin Brandenburg, der bereits auf Brandenburger Gebiet liegt. Für die nächsten Jahrzehnte ist der Bau eines neuen Nord-Süd-Tunnels für die S-Bahn geplant (Planungsname S21). 2014 begann der Bau des ersten Abschnitts der S21 vom Nordring bis zum neuen Tunnelbahnsteig unter dem Berliner Hauptbahnhof.

## Liste der Tunnel
Die Liste fasst die Eisenbahntunnel in Berlin tabellarisch zusammen. Aufgeführt ist auch ein Tunnel am Bahnhof Flughafen Berlin Brandenburg, der bereits in Brandenburg liegt. Die Liste ist chronologisch nach dem Eröffnungsjahr sortiert.
| Nr | Art                 | Tunnel | Tunnelportal | Eröffnung (Rohbau)   | Endgültige Stilllegung     | Bild | Quelle h                           |
| -- | ------------------- | --- | --- | -------------------- | -------------------------- | ---- | ---------------------------------- |
| 1  | Gleisanschluss      | AEG-Tunnel | eh. Nordportal eh. Südportal                                                                                                | 1897                 | unbekannt, nach 1910       |      | [ 3 ] [ 4 ] [ 5 ]                  |
| 2  | Straßenbahn         | Spreetunnel Stralau–Treptow | eh. Westportal eh. Ostportal                                                                                                | 1899                 | 1932                       |      | [ 6 ] [ 7 ]                        |
| 3  | S-Bahn              | Tunnel zwischen Ostbahnhof und Warschauer Straße, Strecke nach Lichtenberg (nur ein Gleis) | Westportal Ostportal | 1902                 | 2014                       |      | [ 8 ] [ 9 ]                        |
| 4  | Untergrundbahn      | U-Bahn Berlin | | 1902                 |                            |      | [ 10 ]                             |
| 5  | S-Bahn              | Tunnel zwischen Westkreuz und Grunewald | Ostportal Westportal | 1911                 |                            |      | [ 11 ] [ 12 ]                      |
| 6  | Gleisanschluss      | Osthafentunnel unter Ringbahn | eh. Südportal eh. Nordportal                                                                                                | 1913                 | 2005                       |      | [ 13 ] [ 14 ] [ 15 ] [ 16 ]        |
| 7  | Straßenbahn         | Lindentunnel | eh. Nordportal eh. Südportal, westlicher Abzweig eh. Südportal, östlicher Abzweig                                           | 1916                 | 1951                       |      | [ 17 ]                             |
| 8  | S-Bahn              | Nord-Süd-Tunnel | Nordportal Südportal Wannseebahn Südportal Dresdener Bahn                                                                   | 1936 u. 1939         |                            |      | [ 18 ] [ 19 ] [ 20 ] [ 21 ] [ 22 ] |
| 9  | S-Bahn              | „Kleiner Wannseebahntunnel“ zwischen Schöneberg und Julius-Leber-Brücke. Führt die Gleise der Wannseebahn unter den stillgelegten Gleisen der Stammbahn hindurch. | Südportal Nordportal | 1939                 |                            |      | [ 23 ] [ 24 ] [ 25 ]               |
| 10 | Gleisanschluss      | Postbahnhoftunnel | Westportal Ostportal | 1939                 | 1997                       |      | [ 26 ]                             |
| 11 | Gleisanschluss      | Tunnel Flughafen Tempelhof | Südportal Nordportal | unbekannt, nach 1939 | unbekannt, spätestens 2008 |      | [ 27 ] [ 28 ]                      |
| 12 | Gleisanschluss      | Anschlussgleis zum Südhafen Spandau unter Ruhlebener Straße. 1975 ersetzte der Neubau einen älteren Tunnel, der vermutlich bei der Umgestaltung der Spandauer Bahnanlagen angelegt wurde, als das Anschlussgleis vom Hafenbahnhof an der abgebauten Bahnstrecke Berlin–Lehrte zum Güterbahnhof Ruhleben verlängert wurde. | Ostportal Westportal | 1975                 |                            |      | [ 29 ] [ 30 ]                      |
| 13 | Fernbahn            | Tunnel zwischen Ostbahnhof und Warschauer Straße, (nur ein Gleis). | Westportal Ostportal | unbekannt, nach 1990 |                            |      |                                    |
| 14 | Gleisanschluss      | Tunnel unter der Jafféstraße, Anschluss Messe Berlin | Südportal Nordportal | unbekannt, nach 1990 |                            |      |                                    |
| 15 | S-Bahn              | S-Bahn Tunnel zwischen Gesundbrunnen und Schönhauser Allee | Westportal Ostportal | 2001                 |                            |      | [ 31 ] [ 32 ]                      |
| 16 | S-Bahn              | Tunnel zwischen Gesundbrunnen und Humboldthain (zwei Einzeltunnel) | Fahrtrichtung Süden Nordportal Fahrtrichtung Süden Südportal Fahrtrichtung Norden Südportal Fahrtrichtung Norden Nordportal | 2001                 |                            |      | [ 31 ]                             |
| 17 | S-Bahn              | Tunnel zwischen Bornholmer Straße und Schönhauser Allee (zwei Einzeltunnel) | Fahrtrichtung Süden Südportal Fahrtrichtung Süden Nordportal Fahrtrichtung Norden Nordportal Fahrtrichtung Norden Südportal | 2003                 |                            |      | [ 31 ] [ 33 ]                      |
| 18 | Fernbahn            | Tunnel Nord-Süd-Fernbahn | Nordportal Südportal | 2006                 |                            |      | [ 34 ]                             |
| 19 | Fernbahn            | Tunnel zwischen Gesundbrunnen und Schönhauser Allee | Westportal Ostportal | 2006                 |                            |      | [ 31 ]                             |
| 20 | S-Bahn und Fernbahn | Bahnhof Flughafen Berlin Brandenburg (liegt bereits in Brandenburg). | Westportal Ostportal | 2012                 |                            |      | .                                  |
| 21 | S-Bahn              | Tunnel zwischen Westhafen und Hauptbahnhof, (Bauvorleistung für S21) | Westportal Ostportal | (2002)               |                            |      | [ 35 ] [ 2 ]                       |
| 22 | S-Bahn              | Tunnel zwischen Wedding und Hauptbahnhof, (Bauvorleistung für S21) | Ostportal Westportal | (2002)               |                            |      | [ 35 ] [ 2 ]                       |
| 23 | S-Bahn              | Tunnel im Hauptbahnhof, (Bauvorleistung für S21). 2010 begannen die Bauarbeiten für die Strecke zum Nordring. | Nordportal | (2006)               |                            |      | [ 35 ] [ 2 ]                       |
| 24 | S-Bahn              | Neue Ausfahrt aus dem S-Bahn-Tunnel im Bahnhof Berlin Potsdamer Platz, (S21) | Südportal | (1939 u. 2004)       |                            |      | [ 35 ]                             |